# 竹村愛美
竹村 愛美（たけむら あいみ、1983年7月30日 - ）は、大阪府池田市出身の女優、タレント。舞夢プロ所属。

## 人物
趣味はフットサル・ゴルフ・エアロビクス。特技はサッカー。普通自動車免許所持。

## 出演番組

### 映画
- 姐御（1988年11月9日、東映）
- 新極道の妻たち 惚れたら地獄（1994年1月15日、東映）
- ガメラ3 邪神覚醒（1999年3月6日、大映）
- ゴジラ・モスラ・キングギドラ 大怪獣総攻撃（2001年、東宝） - 民宿の女 役[1]

### テレビドラマ
- 華岡青洲の妻（1989年、フジテレビ）
- 八百八町夢日記 第1シリーズ 第30話「生き別れ、思いの糸」（1990年、日本テレビ / ユニオン映画）
- 暴れん坊将軍シリーズ（テレビ朝日 / 東映）
  - 暴れん坊将軍III 第128話「さよならの花かんざし!」（1990年） 幼少のおゆう 役
  - 暴れん坊将軍IV 第17話「泣くな妹よ、母ありせば!」（1991年） おてる 役
  - 暴れん坊将軍V 第13話「子連れ巡礼の逆襲」（1993年） おみつ 役
  - 暴れん坊将軍VI 第42話「黄金地蔵が呉れたお母ちゃん」（1995年） お京 役
- 素浪人無頼旅（1991年、テレビ朝日）
- 銭形平次 (北大路欣也版) 第1シリーズ 第13話「大捕物」（1991年、フジテレビ / 東映） おちよ 役
- 水戸黄門（TBS / C.A.L）
  - 第21部 第6話「秘伝運んだ孫娘 -浜田-」（1992年5月11日） おきみ 役
  - 第23部 第6話「姥捨は鬼の仕業 -小諸-」（1994年9月5日） おきみ 役
- 新・三匹が斬る!  第14話「金儲けの、イロハ指南に賭けた首」（1992年） 幼少の雪江 役
- 喧嘩屋右近 第1シリーズ（1992年、テレビ東京 / 松竹）
- 半七捕物帳 第7話「ろくでなし」（1992年、日本テレビ）おかよ 役
- あばれ八州御用旅（テレビ東京 / ユニオン映画）
  - 第3シリーズ 第8話「川止め、足止め、地獄越え!」（1993年）
  - 第4シリーズ 第2話「男たちの哀歌!疑惑の賞金首」（1994年）
- 名奉行 遠山の金さん 第6シリーズ 第18話「幽霊に惚れた同心」（1994年、テレビ朝日 / 東映）
- ナイトホスピタル〜病気は眠らない〜 第8話「私が乳ガン!?」（2002年、読売テレビ）ミホ 役
- ごくせんスペシャル 「さよなら3年D組…ヤンクミ涙の卒業式」（2003年3月26日、日本テレビ）
- WATER BOYS（2003年7月 - 10月、フジテレビ）
- ヤンキー母校に帰る（2003年10月10日 - 12月12日、TBS）
- NHK木曜時代劇「新はんなり菊太郎」 第6回（2007年2月15日、NHK）